# Адольф Журегі
Адольф Журегі (фр. Adolphe Jauréguy; 18 лютого 1898, Остабат-Асм — 4 вересня 1977, Сен-Жан-П'є-де-Пор) — французький регбіст, олімпієць; здобув срібну медаль у змаганнях з регбі під час літніх Олімпійських ігор 1924 в Парижі, чемпіон Франції 1922 та 1923 років.

## Спортивна кар'єра
Адольф Журегі разом зі збірною Тулузи здобув титул чемпіона Франції 1922 та 1923 років. Крім цього, Адольф виступив ще в двох фіналах — у 1920 році з Рейсінг Клаб де Франс і у 1927 з командою Стад Франсе. За час тривання своєї кар'єри був гравцем таких команд: Тарб, Хавре, СЦУФ.
В 1920-тих роках став представляти збірну Франції. Між 1920, а 1929 роками взяв участь в 31 матчі, здобув 42 бали (не хіба як гравець, але й капітан дружини).
Ввійшов також у її склад на час літніх Олімпійських ігор 1924. Виступив в двох матчах: 4 травня 1924 проти збірної Румунії (61:3) та проти збірної США (3:17). Вигравши матч з Румунами, але програвши збірній США, збірна Франції посіла друге місце і отримала срібну медаль.
У 1919 році, Адольф Журегі взяв участь у Міжсоюзних Іграх.
Від 1949 по 1968 роки, займав пост віце-директора Французької Федерації Регбі.

## Інше
Адольф Журегі під час Першої світової служив в артилерії.
Є також автором автобіографії, Qui veut jouer avec moi? (ISBN 9782710329404)
Його брат, П'єр, також репрезентував збірну Франції з регбі.
Його воскова фігура знаходиться в Музеї Гревін. (фр. Musée Grévin)